# Beringius turtoni
Beringius turtoni är en snäckart som först beskrevs av Bean 1834.  Beringius turtoni ingår i släktet Beringius och familjen valthornssnäckor.

## Underarter
Arten delas in i följande underarter:
- B. t. turtoni
- B. t. ossiani

## Bildgalleri

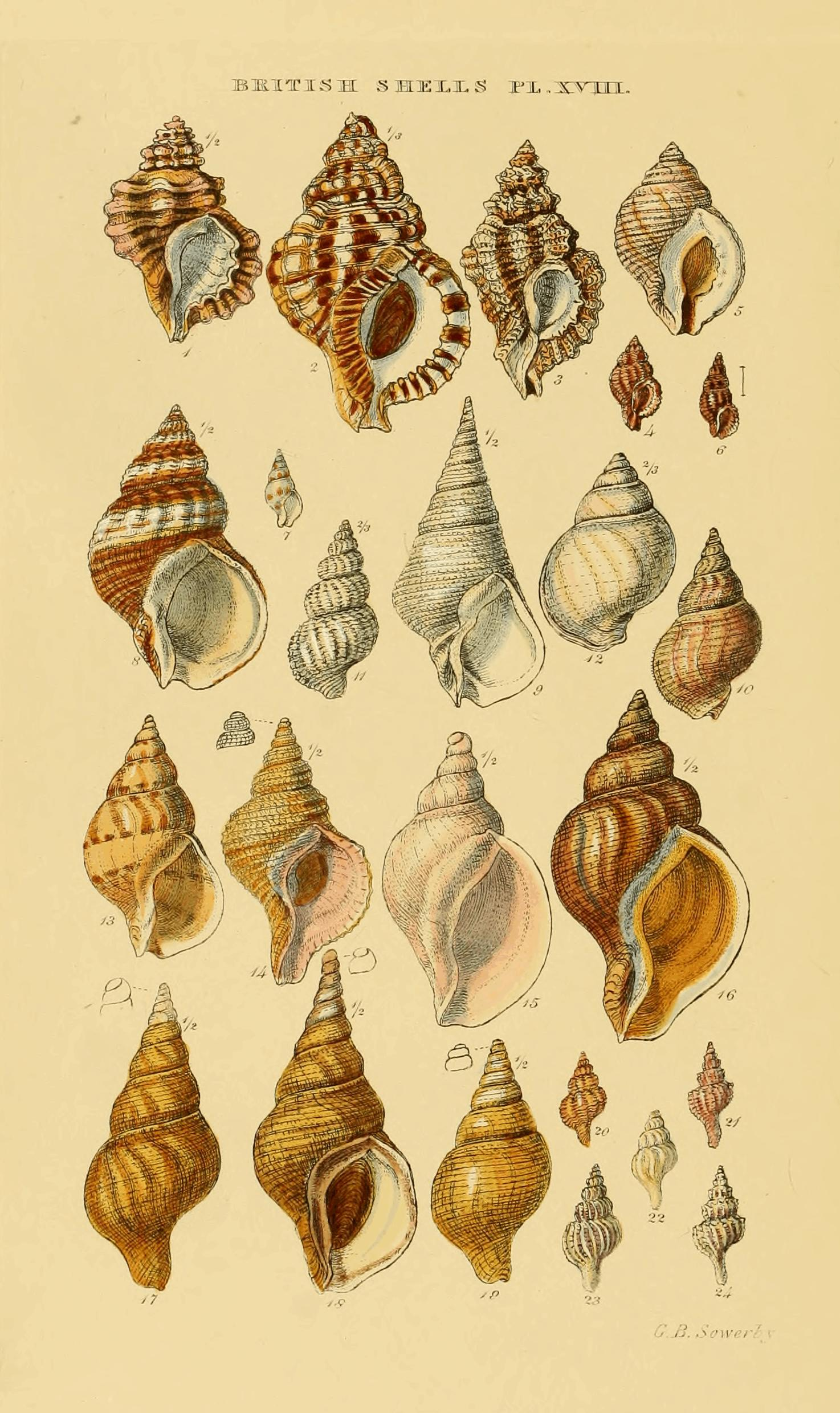